# Wilfried Mausbach
Wilfried Mausbach (* 18. Februar 1964 in Köln) ist ein deutscher Historiker.

## Leben und Wirken
Wilfried Mausbach studierte Mittlere und Neuere Geschichte, Politische Wissenschaft und Philosophie an der Universität zu Köln. 1994 wurde er mit einer Arbeit über das wirtschaftspolitische Deutschlandkonzept der USA nach dem Zweiten Weltkrieg promoviert. Von 1995 bis 2000 war er als wissenschaftlicher Mitarbeiter am Deutschen Historischen Institut in Washington tätig. Danach wurde er Mitarbeiter an der Ruprecht-Karls-Universität Heidelberg und anschließend beim John-F.-Kennedy-Institut für Nordamerikastudien der Freien Universität Berlin. Seit 2005 ist er Wissenschaftlicher Geschäftsführer des Heidelberg Center for American Studies (HCA).
Mausbachs Forschungsschwerpunkte sind die transnationale Geschichte, besonderns die sozialen Bewegungen in Deutschland und den USA sowie die Geschichte der deutsch-amerikanischen Beziehungen seit 1945.

## Schriften (Auswahl)
- (Hrsg. mit Dietmar Schloss, Martin Thunert) The American presidency. Multidisciplinary perspectives. Winter, Heidelberg 2012.
- (Hrsg. mit Andreas W. Daum, Lloyd C. Gardner) America, the Vietnam War, and the World. Comparative and International Perspectives. Cambridge/New York 2003.
- Zwischen Morgenthau und Marshall. Das wirtschaftspolitische Deutschlandkonzept der USA. 1944–1947. Droste, Düsseldorf 1996.